# عائلة ولاة لرستان
عائلة ولاة لرستان أو عائلة خانات لرستان
هي سلالة خانات وولاة مسلمين حكمت بلاد اللور (لورستان) مدة 341 عام تقريباً منذ عام 1598م حتى عام 1929م-1930م.
مؤسس هذه السلالة هو (الحسين خان الأول الأكبر) بن القائد منصور بيك العلوي وحفيد سلالة الاتابكة بني خورشيد التي حكمت لورستان مدة 420 عام حتى سقوطها عام 1598م (نفس عام تولي خانات لورستان للحكم).
وصل (الحسين خان الأول الأكبر) إلى حكم لورستان عام 1598م بدعم عسكري ومعنوي من الشاه عباس الكبير (شاه الصفويين)؛ ثم خلفه من بعده في حُكم لورستان أفراد أسرته بشكل وراثي حتى سقوطها على يد قوات الاحتلال الإنكلو-فارسي عام 1929م.
خضعت هذه الأسرة لسلطة شاهات إيران في كثير من الأحيان، واستقلت في أحيان أخرى؛ وذلك تبعاً للأوضاع السياسية والعسكرية في العراق وإيران وكذلك تبعاً لقوة وسلطة الخان والظروف التي يستلم فيها العرش من سلفه.

## سلطة الخان/الوالي
أن السلطة السياسية في لورستان محصورة في نطاق أسرة ولاة لورستان حيث ينتقل الحكم مباشرة من الأب إلى أكبر الأبناء حال وفاة الخان (أو أكبر أفراد الأسرة الحاكمة في بعض الأحيان)، وكان يملك خان لورستان من القوة بحيث ان الشاه الفارسي يؤيد تنصيبه مباشرةً بعد وفاة الوالي أو الخان السابق.
نستطيع القول بأن تركيب سلطة الوالي مبنية على أساس السلطة الأبوية المطلقة وأن الوالي الجديد يكون وريثاً لجميع الإمكانيات وصلاحيات وأملاك سلفه من الولاة.

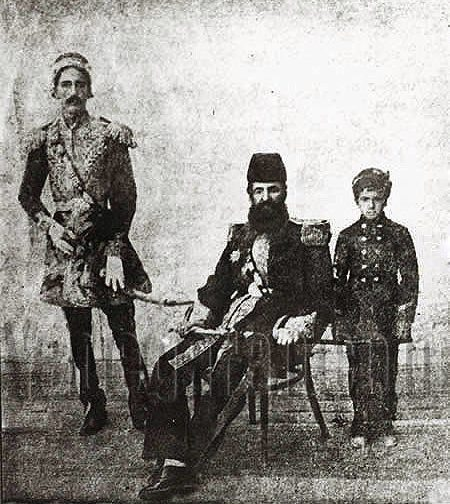
صورة لعائلة ولاة لورستان خلال النصف الثاني من القرن التاسع عشر، يتوسط الصورة الحاكم حسين قلي خان الثالث ويقف إلى يمينه أبنه وولي عهده الأمير غلام رضا خان وإلى يساره يقف أبنه الصغير علي رضا خان (أمير هليلان).

لقد إحتل الخوانين والتوشمالات (رؤوساء وحكام المقاطعات) المرتبة التالية بعد الوالي في التشكيلات السياسية، كان هؤلاء وظيفتهم جمع الضرائب وتوفير النظام والأمن والاهتمام بالمسائل الاجتماعية والقضائية للقبائل والسكان وتشكيل فرق من المسلحين الماهرين للدفاع عن مناطق نفوذ الخان ولأن الخوانين والتوشمالات كانوا وكلاء معينون من قبل الخان لذا فلم يُجبى منهم الرسوم وكان لهم نصيب في الغنائم الحربية أيضاً.
جُغرافياً، أختلفت سلطة الخانات على المدن، حيث كانت منذ تولي الحسين خان الأول للحكم تشمل كل مدن خرم آباد وبروجرد ومدينة إيلام وبعض المدن والقصبات شرق العراق (بدرة، جصان، الشيخ سعد، زرباطية، وإلـخ)، إلا أنه بعد تولي محمد حسن خان للحكم (سنة 1797م تقريباً) تقلصت تلك الأراضي لصالح الدولة القاجارية، فأصبحت تشمل مدينة إيلام (پشتكوه) ونفس المدن والقرى بالنسبة للجانب العراقي.

## هرم السلطة
كان الوالي أو الخان يقبع على رأس السلطة بشكل مُطلق وبدون منازع، ولا يوجد منصب أعلى من منصبه سوى شاه بلاد فارس.
يأتي بعد منصب الخان منصب (التوشمال پاشي) أو ما يعرف بـ(أمير الأمراء)، حيث كان التوشمال پاشي ذو سلطات واسعة للغاية ويحكم عدة مدن أو قصبات، ويكون مقرباً من بلاط الوالي، ولا يتولى هذا المنصب سوى الأعيان اللُر، أي ما يشبه طبقة النبلاء في أوروبا قديماً، فعلى سبيل المثال كانت إمارة ماليمان في پشتكوه محصورة بأفراد عائلة الأمير علاويس بن هُمان، حيث لا يتولى منصب توشمال پاشي الماليمان أحد إلا من نسل الأمير علاويس، لكن على الرغم من ذلك فإن الذي يتولى هذا المنصب لا يتولاه إلا بتوصية من شاه إيران أولاً ومن ثم بفرمان وموافقة وختم الوالي شخصياً.
بعد ذلك يأتي منصب (التوشمال)، الذي كان يحكم مقاطعته أو مناطق نفوذ قبيلته واتباعه تحت سلطة التوشمال پاشي، وكان ذو صلاحيات واسعة أيضاً، وله نصيب من غنائم الحرب كذلك، ومنصب التوشمال يشبه منصب التوشمال پاشي من كل النواحي تقريباً إلا أنه ذو صلاحيات أقل، وعلى الرغم من ذلك فقد لا يخضع التوشمال لتوشمال پاشي أعلى منه في بعض الأحيان، أي أنه يرتبط بشكل مباشر بالوالي اللُري.
وبعد ذلك يأتي المسلحون أو اللواء العسكري الخاص بالوالي، ويذكر اللورد جورج كرزون (المبعوث الإنكليزي) في مذكراته أن هذه القوة تتكون غالباً من سبعمائة من الخيالة (الفرسان) وألفان فرد من المشاة (الرجالة)، وكان يُطلق على هذه الفرقة كذلك أسم (عُملة).
تأتي بعد طبقة الحكام والأعيان والعساكر طبقة أشبه بطبقة التُجار، ويحمل أفراد هذه الطبقة ألقاب من قبيل (بيك) أو (آغا/آقا)، وتكون لهم أملاك كثيرة مثل الأراضي الزراعية أو قطعان الماشية التي قد تناهز أعدادها الآف الرؤوس في بعض الأحيان، وينحدر أغلب هؤلاء الأشخاص من عوائل وأسر معروفة.
وأخيراً تأتي الرعية والعامة في قاعدة الهرم، ويتميزون بكثرة أعدادهم وأمتهانهم للمهن والأعمال المختلفة من زراعة وتربية المواشي وكذلك صناعات محلية أخرى (مثل الحياكة أو الحدادة وإلخ)، وقد بلغ عددهم على سبيل المثال 49000 نسمة (تقريباً) سنة 1842م.

## ألقاب ولاة لورستان
كان لحكام لورستان المتتالين ألقاب عديدة، منها ما هو رسمي جرى منحه بفرمان من شاه الدولة، ومنها ما قد يكون شعبي أو متداول بين العامة.
على سبيل المثال، خلال بداية القرن السابع عشر الميلادي، قام أول حكام لورستان من عائلة الولاة (الحسين خان الأول الأكبر) بالدفاع عن حدود البلاد الغربية ضد هجمات الأتراك العثمانيين المتتالية، حتى انتصر على القائد العثماني الأنكشاري وأسره وإرساله إلى الشاه عباس الأول؛ الذي سر كثيراً بانتصار الوالي الحسين خان فأكرمه بالهدايا التقديرية، ولقبه بلقب (والي البر والبحر)، فأصبح لقبه الكامل على النحو الآتي: (والي البر والبحر حاكم لورستان وبروجرد).
الوالي غلام رضا خان (آخر الولاة اللر) قد قام أيام حكمه بتأليف كتاب أسماه (أنيس المسافر)، وهو كتاب خاص في تربية الحيوانات التي يُصطاد بها، وقد كان الصيد من أكثر الهوايات المُحببة إلى غلام رضا خان خصوصاً، وولاة لورستان عموماً. وفي أول كلمات هذا الكتاب قد ذكرت ألقاب الخان بشكل كامل، والنص كان على النحو التالي:
«هو اللّه تعالى شأنه! هذا كتاب مسُتطاب أنيس المسافر، تأليف: جناب شوكت، وجلالت مآب، أجلُ أكرَم أفخم، أمير الأمراء العظام، أمير چنگ (أمير الحرب)، والي پشتكوه، دام اجلالهُ العالي»

## قائمة خانات لورستان
هذه قائمة خاصة بحُكام لرستان وبروجرد من أسرة خانات لورستان بدءاً من الحاكم الأول (الحسين خان الأول الأكبر) الذي وصل للحكم عام 1598م بمباركة من شاه فارس (الشاه عباس الأول) حتى سقوط ونفي الحاكم (الفعلي) الأخير (غلام رضا خان) من قبل قوات الدولة البهلوية عام 1929م
ومن ثم إلغاء حكم سلالة خانات لورستان بشكل رسمي نهائياً بقرار من الحاكم (الأسمي) الأخير (يد الله خان) عام 1930م

| فترة الدولة الصفوية (التأسيس) 1598م-1736م |                      |         | |
| الحسين خان الأول الأكبر                   | 1598م-1633م          | أبن عمة | •أبن منصور بيك بن زهُير بيك العلوي. •تولى الحكم عام 1598م وبذلك يعتبر أول حكام عائلة ولاة لرستان. •أرسى دعائم حكمه وقاد العديد من المعارك. •حكم حتى مماته. |
| محمد شاه ويردي خان الأول                  | 1633م-1641م          | نجل     | •أبن الحسين خان الأول الأكبر. •أستلم الحكم عام 1633م خلفاً لوالده. • حكم حتى مماته. |
| علي قلي خان                               | 1641م-1642م (تقريباً) | نجل     | •أبن محمد شاه ويردي خان الأول. •تولى الحكم عام 1641م خلفاً لوالده. •كان عهده عهد ركود واضطرابات. •خلع عن العرش بعد عدة شهور فقط. |
| احمد منوجهر خان                           | 1642م-1665م (تقريباً) | عم      | •أبن الحسين خان الأول الأكبر. •تولى الحكم خلفاً لأبن شقيقه علي قلي خان. •حكم إقليم الأحواز العربي لمدة عامين بعد أن دخل إلى عاصمتها الحويزة. •حكم حتى مماته. |
| الحسين خان الثاني                         | 1665م-1695م (تقريباً) | نجل     | •أبن أحمد منوچهر خان. •تولى الحكم خلفاً لوالده أحمد منوجهر خان. •حكم حتى مماته. |
| علي شاه ويردي خان الثاني                  | 1695م-1718م (تقريباً) | نجل     | •أبن الحسين خان الثاني. •تولى الحكم خلفاً لوالده الحسين خان الثاني بعد انتصاره على أخيه الأمير علي مردان خان في إحدى المعارك التي نشبت بينهما بعد وفاة والدهم الحسين خان. •قاد جيشه في أصفهان لصد هجمات الأفغان (الدولة الهوتاكية) على إيران ولورستان. •خلع عن عرش بلاد اللور بعد الانقلاب العسكري الذي قاده شقيقه الأمير علي مردان خان.                                                                                               |
| فترة الدولة الأفشارية 1736م-1748م         |                      |         | |
| علي مردان خان                             | 1718م-1739م          | شقيق    | •أبن الحسين خان الثاني. •تولى الحكم بعد نجاح الانقلاب العسكري الذي قاده للإطاحة بنظام شقيقه علي شاه الثاني. •تمكن من الحفاظ على بلاد اللور طيلة فترة حكمه الصعبة التي ظهرت فيها أطماع مختلفة للسيطرة على بلاد اللور من مختلف الجهات. •وصل بحملاته العسكرية حتى حدود مدينة بغداد العثمانية لصد هجمات الجيوش الانكشارية. •حكم حتى مماته (اغتياله).                                                                                      |
| إسماعيل خان (فترة حكمه الأولى)            | 1739م-1765م          | أبن أخ  | •أبن علي شاه ويردي خان الثاني. •تولى الحكم عام 1739م خلفاً لعمه علي مردان خان. •تمكن من الحفاظ على استقرار لورستان والقضاء على الكثير من التمردات. •في عهده تم احتلال العاصمة اللورية خرم آباد من طرف الدولة الزندية. •خُلع وطُرد إسماعيل خان إلى العراق عام 1765م. |
| فترة الدولة الزندية 1765م-1779م           |                      |         | |
| نظر علي خان                               | 1765م-1779م          | شقيق    | •أبن علي شاه ويردي خان الثاني. •نصبته السلطات الزندية المحتلة حاكماً في خرم آباد خلفاً لأخيه المخلوع إسماعيل خان. • خلع عن العرش عام 1779م على يد شقيقه إسماعيل خان. |
| فترة الدولة القاجارية 1795م-1923م         |                      |         | |
| إسماعيل خان (فترة حكمه الثانية)           | 1779م-1796م          | شقيق    | •تولى الحكم (الفترة الثانية) عام 1779م بعد أن خلع شقيقه نظر علي خان التابع للشاه الزندي •حكم حتى مماته. |
| محمد حسن خان                              | 1796م-1839م          | حفيد    | •أبن الأمير أسد الله خان (حفيد إسماعيل خان). •تولى حكم لورستان عام 1796م تقريباً خلفاً لجده إسماعيل خان (بوصية منه). •نقل العاصمة إلى مدينة إيلام بعد أن كانت مدينة خرم آباد عاصمة بلاد اللور لمدة تزيد عن 600 عام. •له العديد من الإنجازات المدنية والعسكرية. • حكم حتى مماته. |
| عباس قلي خان                              | 1840م-1847م (تقريباً) | نجل     | •أبن محمد حسن خان. •أختاره الأعيان حاكماً على لورستان (بشتكوه) بعد نشوب حرب أهلية كبيرة بين أشقائه لخلافة والدهم بالحكم. •عزله شاه إيران القاجاري عن الحكم بعد عدة سنوات. |
| علي خان                                   | 1847م-1853م (تقريباً) | شقيق    | •أبن محمد حسن خان. •أحد أطراف الحرب الأهلية التي قامت عام 1839م لخلافة حسن خان بالحكم. •نصبته السلطات القاجارية حاكماً على (بشتكوه) خلفاً لشقيقه المعزول. •خلعه القاجاريين عن الحكم بعد عدة سنوات بعد أن هددوه بأجتياح عسكري (بسبب أسلوبه الاستقلالي في الحكم). |
| حيدر خان                                  | 1853م-1857م (تقريباً) | شقيق    | •أبن محمد حسن خان. •أحد أطراف الحرب الأهلية التي قامت عام 1839م لخلافة حسن خان بالحكم. •نصبته السلطات القاجارية حاكماً على (بشتكوه) خلفاً لشقيقه المخلوع. •كان أكثر التزاماً من أسلافه بتبعية أراضيه وأملاكه للتاج القاجاري. •حكم حتى مماته. |
| حسين قلي خان الثالث                       | 1857م-1901م          | نجل     | •أبن حيدر خان. •تولى الحكم خلفاً لوالده حيدر خان. •كان عهده عهد نهضة عمرانية واقتصادية وعسكرية لبلاد اللور الفيليين، خصوصاً بعد الحروب والأوضاع المتردية عقب وفاة حسن خان الكبير عام 1839م •شهد عهده إستقبال العديد من المبعوثين الغربيين، مما ساهم في تطوير بعض الجوانب في بشتكوه. •حكم حتى مماته. |
| غلام رضا خان                              | 1901م-1929م          | نجل     | •أبن حسين قلي خان أبو قداره الثالث. •خلف والده الخان بالحكم عام 1901م •يعتبر عهده إستمرار للنهضة الشاملة التي قادها والده حسين قلي خان. •واصل بتطوير مختلف المرافق في أنحاء لورستان. •سقطت الدولة القاجارية في عهده عام 1925م وقامت الدولة البهلوية. •قام رضا بهلوي وبدعم من إنكلترا (بالجند والأسلحة) بغزو لورستان عام 1929م، فسقطت العاصمة ايلام بيد القوات الأنكلو-فارسية. •نُفي نهائياً إلى العراق برفقة عائلته وحاشيته (اختيارياً). |
| فترة حكومة المنفى (السقوط) 1929م-1930م    |                      |         | |
| يد الله خان (حكم صوري غير معترف فيه)      | 1929م-1930م          | نجل     | •أبن غلام رضا خان. •أعلن نفسه حاكماً على پشتكوه من المنفى (شرق العراق) خلفاً لوالده المعزول في محاولة منه لاسترجاع الحكم. •قام بحل حكومته وجميع القوات التي تحت قيادته بعد فشله في إسترجاع الحكم، وبه إنتهت سلطة عائلة حكام لورستان التي استمرت أكثر من 760 سنة (بشقيها، الاتابكة بني خورشيد (1184م-1598م) ثم عائلة ولاة لرستان (1598م-1930م).                                                                                          |